# إكستريمادورا
إكستريمادورا (بالإسبانية: Extremadura)‏، وعرفها العربُ باسم الجَوف أو الغَرب، منطقة تقع في غرب إسبانيا، من سبعة عشر مناطق حكم ذاتي في إسبانيا. عاصمتها هي مدينة ماردة، المنطقة مقسمة إلى مقاطعتين: قصرش وبطليوس.

## الجغرافيا
تقع إكستريمادورا في غرب إسبانيا تحدها من الشمال منطقة قشتالة وليون، ومن الجنوب منطقة أندلسية، ومن الشرق قشتالة والمنشف، ومن الغرب البرتغال.
تبلغ مساحة إكستريمادورا 41.635 كم² (خامس أكبر منطقة من حيث المساحة في إسبانيا).

### الأنهار
أهم أنهار إكستريمادورا:
- نهر تاجة (Río Tajo)
- نهر يانة (Río Miera)
- نهر تيتـار (Río Tiétar)
- نهر ألاغـون (Río Alagón)
- نهر ثـوخار (Río Zújar)

## التقسيمات الإدارية
تنقسم منطقة إكستريمادورا إلى مقاطعتين رئيسيتين، والتي تنقسم بدورها إلى 384 بلدية:
| المقاطعة | الاسم بالإسبانية | عدد السكان | عدد البلديات |
| -------- | ---------------- | ---------- | ------------ |
| بطليوس   | Badajoz          | 692.137    | 164          |
| قصرش     | Cáceres          | 415.083    | 220          |

## أعلام
- خوان كارفاغال
- دييغو كولادو